# 相澤冬樹
相澤 冬樹（相沢 冬樹、あいざわ ふゆき、1962年 - ）は、日本のジャーナリスト。かつては、日本放送協会（NHK）で記者、大阪日日新聞で論説委員を務めていた。

## 来歴

### 出生から学生時代
宮崎県宮崎市出身。両親はカトリック信者で、相澤も幼少時に洗礼を受けた。
宮崎市立大宮小学校、ラ・サール中学校卒業。1981年、ラ・サール高等学校卒業。1987年3月、東京大学法学部を留年して卒業。

### NHK記者
同年4月、日本放送協会（NHK）へ記者職で入局。山口放送局・神戸放送局・東京報道局の社会部で記者、徳島放送局でニュースデスク、大阪放送局で大阪府警察記者クラブのキャップ、『NHK BSニュース』で制作担当を歴任した。
2012年6月15日、NHK大阪放送局報道部に着任。2016年7月から大阪司法記者クラブのキャップとなる。

### 森友学園問題
2017年2月8日、豊中市議会議員の木村真は、同市の国有地を国が学校法人森友学園に売却した代金が公開されないのは不当だとして、開示を求める訴えを大阪地裁に起こした。相澤は木村の記者会見を取材し、ニュース用の原稿の初めに「この土地に建設中の小学校の名誉校長には安倍総理大臣の妻の昭恵氏が就任しており、市議らは、背景に何かがあるとみられても仕方がないと訴えています」と書いた。デスクはこの箇所を文末に移動し、表現も変えた。相澤は政治性が高いとして「全国放送にすべきだ」と訴えるが、デスクは東京には送らず、18時10分からの大阪発の報道番組「ニュースほっと関西」のみで放送した。朝日新聞は翌2月9日の朝刊で、提訴を報じるとともに、「朝日新聞の調査により、売却額は同じ規模の近隣国有地の10分の１だったことが分かった」と書いた。時系列ではNHKのほうが早かったが、森友学園問題は、より実在に迫った朝日の報道で火が付くことになる。
財務省は「記録を廃棄した」などとして、近畿財務局と森友学園の売却価格協議について説明を拒んでいた。相澤は協議内容に関する情報を入手し、同年7月26日にスクープ。「2016年3月に近畿財務局は学園側にいくらまでなら支払えるのか尋ね、学園側は上限としておよそ1億6000万円という金額を提示した」「実際の売却価格は学園側の提示を下回る金額に設定されていた」とする記事は夕方にネットで配信され、『NHKニュース7』で放送された。同日夜、報道局長の小池英夫は大阪の報道部長の携帯に直接電話し、「私は聞いてない。なぜ出したんだ」と叱責した。電話は切れても何度もかかり、小池は「あなたの将来はないと思え」と告げた。その言葉を報道部長から聞かされた相澤は、自分のことだと悟ったという。
2018年3月7日、財務省近畿財務局職員の赤木俊夫が神戸市内の自宅で自殺。

### NHKを退職
2018年5月14日、大阪の報道部長から、考査部への異動の内々示を受ける。その日の夜の飲み会の席で、相澤はフリーライターとテレビ番組制作会社社長に、NHKを辞める旨を告げた。翌5月15日、木村真はフェイスブックに「大阪NHKの担当記者さんが、近く記者職から外されるということです」「NHKが『忖度』したということなのか」と投稿。5月17日に『日刊ゲンダイ』が相澤の左遷を記事にすると、NHK大阪放送局の前で抗議行動をする団体が現れた。同年8月31日付でNHKを退職。
同年9月、新日本海新聞社へ入社。同社が運営する大阪日日新聞で論説委員・記者を務める。同月、赤木俊夫の妻の赤木雅子はインターネットで相澤のことを知る。11月27日、雅子から「会って話をしたい」とのメールを受ける。同日、大阪の梅田の地下街の喫茶店で面会。雅子は赤木が遺した手記を見せるが、このときは公表する意思はなく、相澤にメモも取らせなかった。
タレントのプチ鹿島は前述の日刊ゲンダイの記事の内容に興味を抱き、自身が解説者を務めるBSスカパー!の生トーク番組『水曜日のニュース・ロバートソン』への出演を相澤にオファーした。同年12月13日、相澤の初の著書『安倍官邸 vs.NHK―森友事件をスクープした私が辞めた理由』（文藝春秋）が出版された。12月19日放送の回に相澤は生出演。鹿島は森友問題は徹底追及されるべきとの立場であったが、相澤はその鹿島と『安倍官邸 vs.NHK』の内容をめぐって激しく口論。怒号まで飛び交った。
2020年3月18日発売の『週刊文春』3月26日号に、赤木の手記全文を含む総計15ページの特集記事を寄稿。雅子が国と元同省理財局長の佐川宣寿を提訴する意向であることも報じた。同号は2年半ぶりに53万部を完売した。雅子の弁護団も同日、手記全文を公表した。相澤は同年3月26日発売の『週刊文春』4月2日号に続報を掲載。赤木俊夫が財務省に遺した「赤木ファイル」の存在について報じた。同年7月15日、雅子との共著『私は真実が知りたい―夫が遺書で告発「森友」改ざんはなぜ？』を上梓。
同年8月25日、ダースレイダーとプチ鹿島は、YouTube番組「ヒルカラナンデス」の特別企画である有料トークイベント「ヨルカラナンデス」を渋谷ロフト9で開催。ダースレイダーが橋渡しとなって相澤をゲストに招くが、Zoomで参加した相澤は冒頭から泥酔状態で現れた。ダースと鹿島は即座にチケット販売を停止し、そのまま二人で4時間話し続けた。相澤は後日、謝罪し、二人とロフトプロジェクトが被った損失を全額補填した。8月31日、ハーバー・ビジネス・オンラインに連載中のコラムを更新。謝罪の言葉を述べるととともに、以前より二つの精神障害を抱え、治療を続けていることを明かした。
同年9月8日、日本ジャーナリスト会議は第63回「JCJ賞」を発表。JCJ大賞は『しんぶん赤旗』日曜版の「『桜を見る会』私物化スクープ報道」が受賞し、JCJ賞は、前述の『週刊文春』2020年3月26日号の特集記事のほか、三上智恵の『証言沖縄スパイ戦史』、吉田千亜の『孤塁双葉郡消防士たちの3.11』、北海道放送の「ヤジと民主主義～小さな自由が排除された先に～」が受賞した。
2021年7月、「相澤冬樹のリアル徒然草」（無料登録制のニュースレター）の配信を開始。同年7月31日、新日本海新聞社を退社した。
2022年7月25日、NPO法人「報道実務家フォーラム」とスマートニュースの子会社「スローニュース」は、第2回調査報道大賞の受賞作を発表。前述の『週刊文春』2020年3月26日号の特集記事が文字部門で優秀賞を受賞した。

## 著書
単著
- 相澤冬樹『安倍官邸 vs.NHK―森友事件をスクープした私が辞めた理由』文藝春秋、2018年12月13日。ISBN 978-4163909578。
  - 『メディアの闇―「安倍官邸 VS.NHK」森友取材全真相』文藝春秋〈文春文庫〉、2021年1月4日。ISBN 978-4167916336。
- 相澤冬樹『真実をつかむ―調べて聞いて書く技術』KADOKAWA〈角川新書〉、2021年2月10日。ISBN 978-4040823805。

共著
- 赤木雅子、相澤冬樹『私は真実が知りたい―夫が遺書で告発「森友」改ざんはなぜ？』文藝春秋、2020年7月15日。ISBN 978-4163912530。

## 出演番組

### テレビ
- 報道特集（TBSテレビ）
- モーニングCROSS（TOKYO MX）

### インターネット動画配信
- AbemaPrime(AbemaNews)